# Trường trung học cơ sở Konarski ở Rzeszów
 Trường trung học Konarski ở Rzeszów (1. Liceum Ogólnokształcące w Rzeszowie im. Księdza Stanisława Konarskiego) là một trong những trường trung học lâu đời nhất ở Ba Lan. Nhà trường là một cơ sở đồng giáo dục công lập trung học cơ sở. Nằm ở khu phố cổ, trong một tòa nhà lịch sử được thiết kế bởi Tylman van Gameren, nó đóng một vai trò quan trọng trong đời sống văn hóa của Rzeszów và Subcarpathia.

## Lịch sử
Trường được thành lập năm 1658 bởi Zofia Prudencjanna Ligęza và anh rể của cô, Jerzy Sebastian Lubomirski. Từ năm 1658 đến năm 1784, trường được đặt tên là Collegium Resoviense và được điều hành theo lệnh của Piarists. Vào thế kỷ 17 và 18, trường được công nhận là một trung tâm văn hóa quan trọng. Năm 1785, sau khi Phân vùng thứ nhất của Ba Lan, chính quyền Áo đã loại bỏ trường học khỏi sự kiểm soát của Piarist và đổi tên thành Ober-Gymnasium của Rzeszów. Trong Thế chiến I và các giáo viên và học sinh trong Chiến tranh Ba Lan-Liên Xô đã tham gia đấu tranh giành độc lập cho Ba Lan. Năm 1923, trường được đặt tên theo Stanisław Konarski. Trong Thế chiến II, nhiều giáo viên, học sinh và cựu học sinh đã tham gia phong trào kháng chiến. Năm 1949, trường được tổ chức lại thành một trường trung học bốn năm. Vào năm 1964, trường trở thành một trường trung học phổ thông.

## Sinh viên tốt nghiệp và giáo viên nổi tiếng
- Stanisław Konarski - nhà sư phạm
- Onufry Kopczyński - nhà ngôn ngữ học và nhà sư phạm
- Ignacy ukasiewicz - người phát minh ra đèn dầu hỏa và người sáng lập ngành công nghiệp dầu mỏ Ba Lan
- Józef Sebastian Pelczar - giám mục
- Władysław Sikorski - Thủ tướng Chính phủ Ba Lan lưu vong và Tổng tư lệnh các lực lượng vũ trang Ba Lan trong Thế chiến II
- Józef Herman Osiński - nhà vật lý và hóa học
- Władysław Szafer - nhà thực vật học
- Lucjan Piela - nhà hóa học
- Julian Przyboś - nhà thơ
- Stanisław Kot - bộ trưởng và đại sứ của Chính phủ Ba Lan lưu vong trong Thế chiến II
- Jacek Szmatka - nhà xã hội học
- Jerzy Grotowski - nhà lý luận và đạo diễn sân khấu
- Józef Szajna - nhà thiết kế, đạo diễn, nhà viết kịch, nhà lý luận của nhà hát, họa sĩ và họa sĩ đồ họa

50°02′09″B 22°00′05″Đ / 50,0359°B 22,0013°Đ